# Telo
La palabra telo  nació en Argentina y esta expresión en lunfardo se expandió por casi todo el país. Esta palabra viene del lunfardo conocido como "vesre" en el cual se invierten las sílabas (hotel invertido sin H se forma la palabra telo).

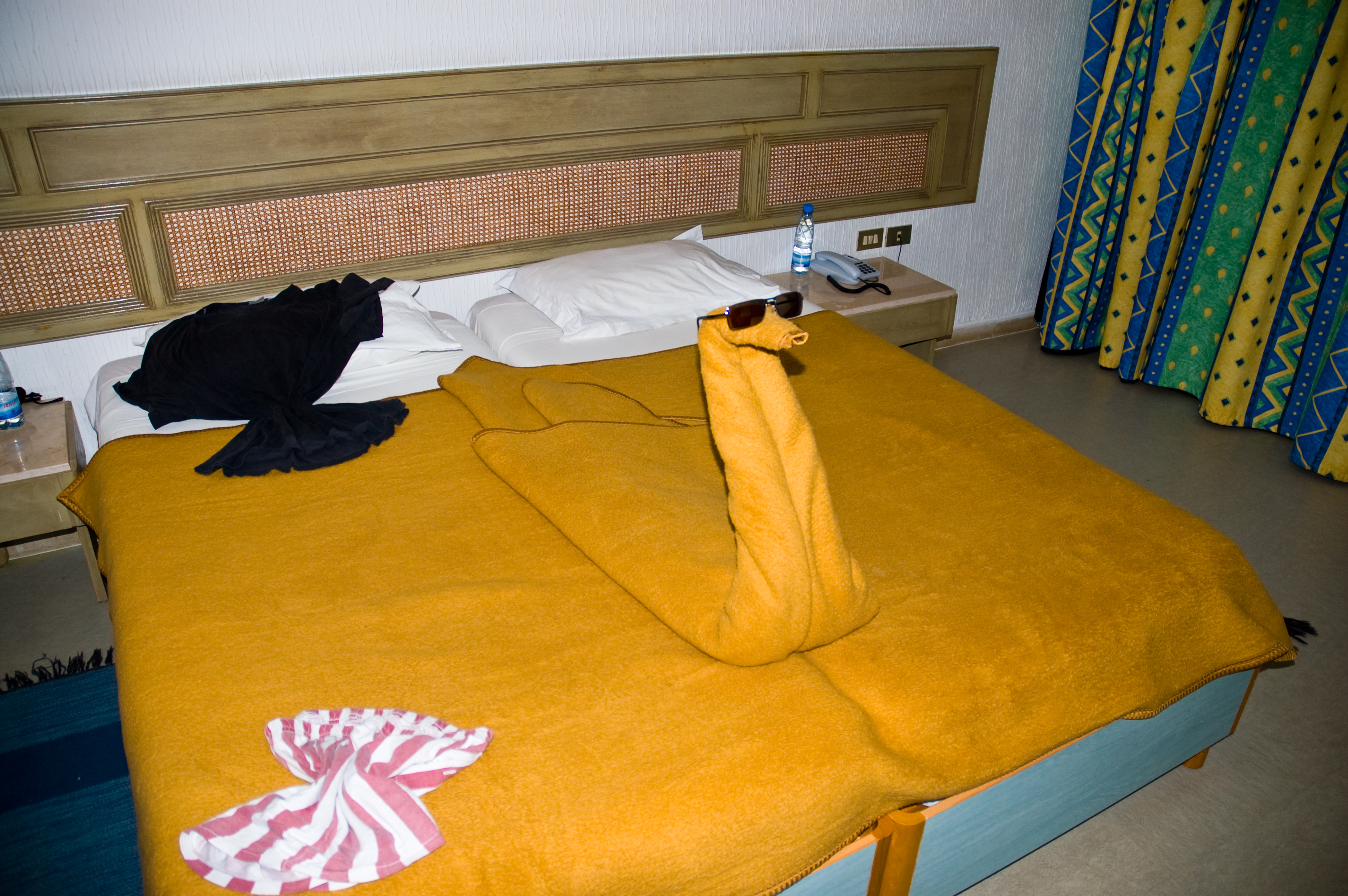
Lecho en un telo

Es un albergue transitorio, hotel de alojamiento por horas o motel, similar a un hotel convencional pero orientado a facilitar las relaciones sexuales de los clientes. Las habitaciones son pagadas por turnos, en donde cada turno puede ir desde fracciones de horas a noche completa.
Suelen contar con servicios adecuados al efecto tales como espejos, luces atenuadas y otros elementos. No se requiere registro de los pasajeros y su ingreso es discreto.
Los telos fueron creados en la Ciudad de Buenos Aires en el año 1937, lo que aportó a la Argentina una nueva "institución" que se extendería a todo el país. La creación de esta nueva institución comenzó el 2 de abril de dicho año cuando el gobierno sancionó la Ley de Profilaxis que fijaba el cierre de todos los prostíbulos, por lo que el gobierno municipal asignó una nueva institución conocida como posadas, que funcionó hasta el año 1962. Esta sería el origen de los telos, que a partir de ese año comenzaron a llamarse "servicios de hotel con alojamiento por hora" hasta el año 1978 en que se les atribuyó el nombre actual.